# دیگو سرورو
دیگو سرورو (انگلیسی: Diego Cervero؛ زادهٔ ۱۳ اوت ۱۹۸۳) بازیکن فوتبال اهل اسپانیا است.
از باشگاه‌هایی که در آن بازی کرده‌است می‌توان به باشگاه فوتبال رئال اویدو اشاره کرد.